# یوگنی کاتسورا
یوگنی کاتسورا (روسی: Евгений Кацура؛ ۱۹۳۷ – ۱۹۶۷) وزنه‌بردار اهل اتحاد جماهیر شوروی بود.
وی در مسابقات کشوری و بین‌المللی در مجموع برندهٔ ۳ مدال طلا، ۲ مدال نقره شده‌است.